# Swegmarks
Swegmarks är en svensk underklädestillverkare. Företaget grundades 1937 av Harry Swegmark. 

## Historia
Harry Swegmark grundade 1937 företaget H. Swegmark Fabriks AB med tillverkning av ärmlappar. 1940 utökades produktionen med band, plastartiklar och sanitetsbyxor. I slutet av 40-talet började man tillverka korsetter och BH. Korsettmodellen "Splendide" blev år 1953 en stor framgång. Under 1950-talet utökades tillverkningen med livremmar och hängslen och gördeln Criss Cross, med två korslagda band över magen, blev en stor framgång. 
1958 började Harry Swegmarks söner Bengt och Gösta arbeta i företaget.  
I början av 1960-talet började flera nya material som gummiresår, Lycra och Fiber K att användas inom underklädesbranschen. Swegmarks lade då till byxgördlar i produktionen och började med export i liten skala. Elastiska BH-axelband var nyheten år 1963 och ett samarbete med AB Mullsjö Konfektion gjorde att varumärkena Lyxita och Splendide tillkom. 
I Töreboda byggdes en ny fabrik 1968 samt 1971 även en i England. Formpressade behåar och baddräkter tillkom i sortimentet 1970 till 1976 och Swegmarks köpte upp det konkurrerande underklädesmärket "Fox".  AB Corsettindustri Abecita köptes 1981 och vid denna tid började även gymkläder tillverkas. 

## Vidare utveckling
Under 1990-talets första hälft rensades det ut i delar av tillverkningssortimentet, som nu fokuserades framförallt på BH:ar i stora storlekar. 1993 köpte Swegmarks upp den lettländska underklädestillverkaren "Sia New Rosme" i Riga. Köpet beskrevs som en historisk händelse för Lettland och företaget Rosme, som under sovjettiden var ett av Sovjetunionens ledande damunderklädesföretag, men i och med köpet kunde börja exportera sin produktion till väst.
Swegmarks fick 1996 som första BH-tillverkare i Europa ISO 9001-cerifikat, och 1998 blev företaget miljöcertifierat enligt ISO 14001 och är numera också certifierat enligt kvalitetssystemet ISO 9001:2000. 
Idag (2020) består Swegmarkgruppen av underklädesföretagen Swegmark of Sweden AB, Abecita AB (båda i Borås) och Sia New Rosme (Riga, Lettland). Produktionen, i huvudsak av behå, sker i egen regi hos Rosme.
Swegmarkgruppen är ett familjeföretag, sedan 1984 ägt av den tredje generationen efter grundaren Harry Swegmark.

## Konst
Företagets Vd fram till 1998 Bengt Swegmark och hans fru Berit Swegmark har haft ett stort intresse för konst och bildade 2000 Stiftelsen Fokus Borås och 2006 det privata museet Abecita Corsettfabrik, numera kallat Abecita Konstmuseum.